# Pachyballus transversus
Pachyballus transversus là một loài nhện trong họ Salticidae.
Loài này thuộc chi Pachyballus. Pachyballus transversus được Eugène Simon miêu tả năm 1900.